# Berghäus’l
Das Berghäus’l liegt in der Straße Am Goldenen Wagen 16 im Stadtteil Oberlößnitz der sächsischen Stadt Radebeul. Das Landhaus wurde 1912 für Sophie Westphal und Helene Koch durch den Architekten Richard Gebler (1863–1926) aus Dresden-Trachau errichtet, etwa ein Jahr, bevor er in der Hoflößnitzstraße 64 das Landhaus für Oskar Petersohn entwarf.

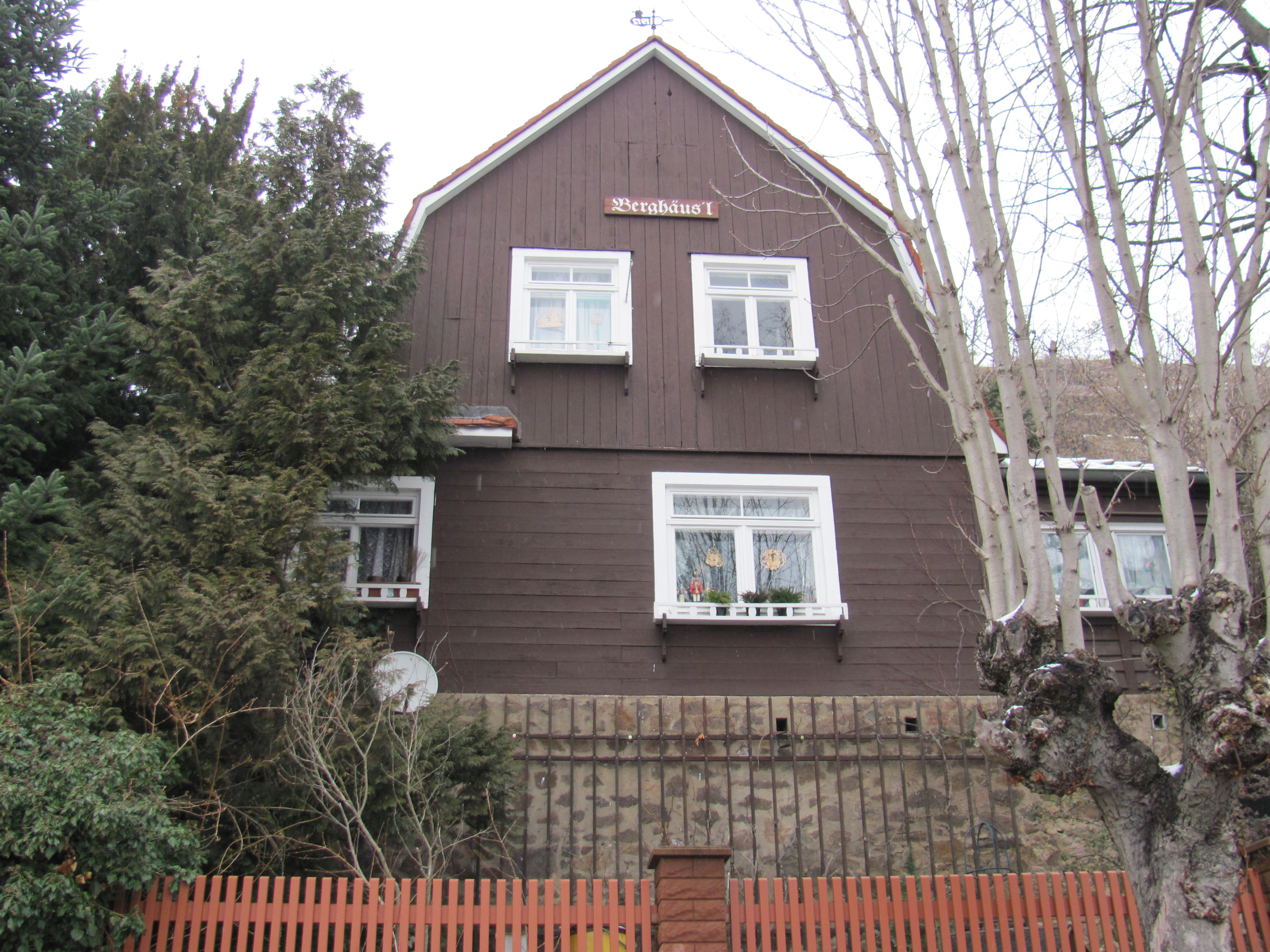
Berghäus’l

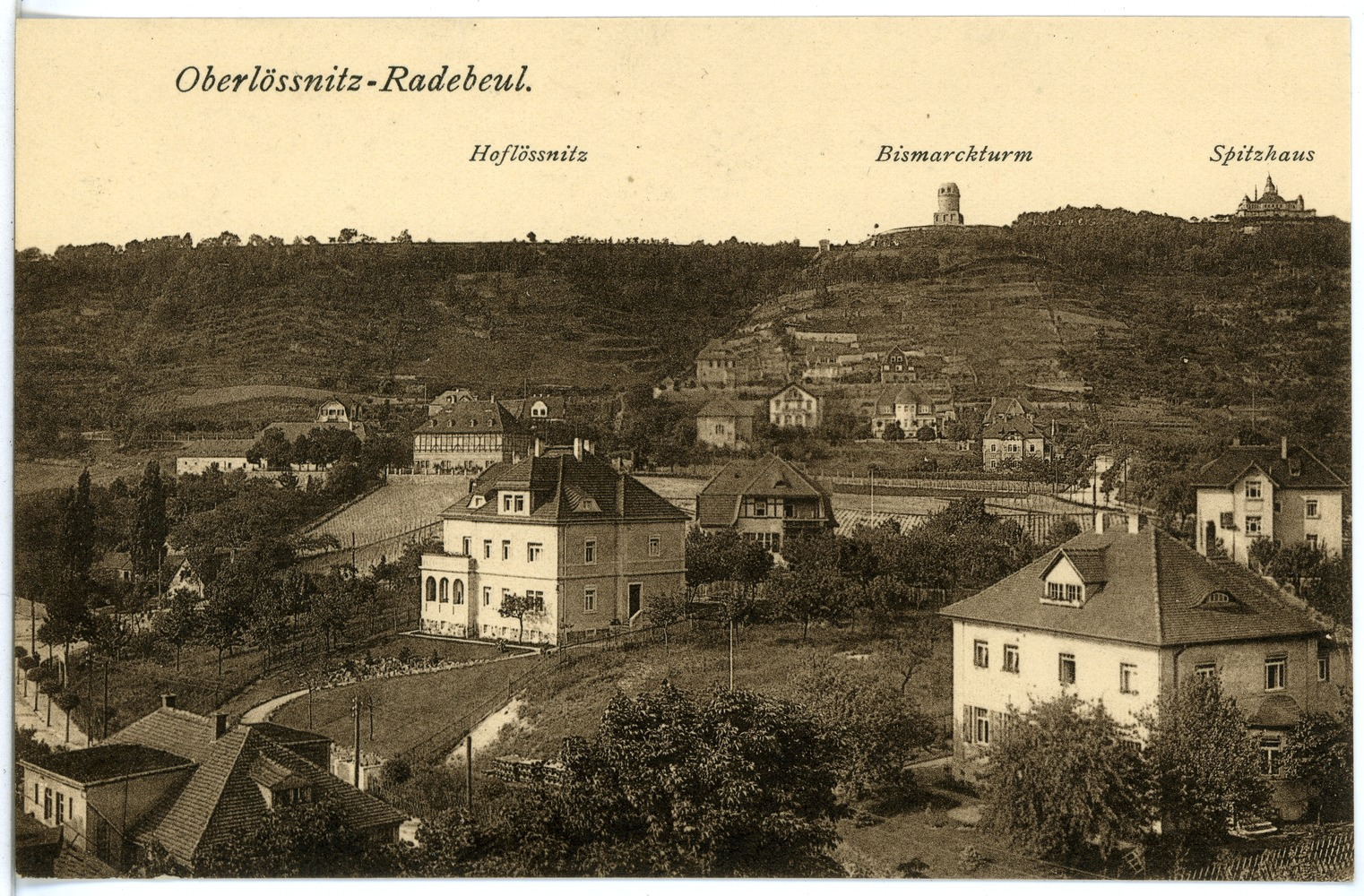
Berghäus’l im Umfeld der Villenbebauung unterhalb des Bismarckturms (1914)

## Beschreibung
Das mitsamt Einfriedung unter Denkmalschutz stehende Wohnhaus liegt am Fuß eines Weinbergs unterhalb des Bismarckturms, drei Grundstücke östlich der Spitzhaustreppe inmitten des Denkmalschutzgebiets Historische Weinberglandschaft Radebeul.
Das eingeschossige Holzhaus steht giebelständig oberhalb einer das Gelände zur Straße hin abfangenden Bruchsteinmauer mit einem Durchlass für den Eingang. Es wurde auf einem ortstypisch aus Syenit bestehenden Bruchsteinsockel errichtet. Das Erdgeschoss ist waagerecht verbrettert, der sich darüber zur Straße erhebende, geknickte Giebel ist dagegen senkrecht verbrettert. Das hohe Dach hat eine Ziegeldeckung.